# Pahamunaya angolensis
Pahamunaya angolensis is een schietmot uit de familie Polycentropodidae. De soort komt voor in het Afrotropisch gebied.